# PTPA
PTPA (англ. Protein phosphatase 2 phosphatase activator) – білок, який кодується однойменним геном, розташованим у людей на короткому плечі 9-ї хромосоми. Довжина поліпептидного ланцюга білка становить 358 амінокислот, а молекулярна маса — 40 668.
| 10         |  | 20         |  | 30         |  | 40         |  | 50         |
| ---------- |  | ---------- |  | ---------- |  | ---------- |  | ---------- |
| MAEGERQPPP |  | DSSEEAPPAT |  | QNFIIPKKEI |  | HTVPDMGKWK |  | RSQAYADYIG |
| FILTLNEGVK |  | GKKLTFEYRV |  | SEMWNEVHEE |  | KEQAAKQSVS |  | CDECIPLPRA |
| GHCAPSEAIE |  | KLVALLNTLD |  | RWIDETPPVD |  | QPSRFGNKAY |  | RTWYAKLDEE |
| AENLVATVVP |  | THLAAAVPEV |  | AVYLKESVGN |  | STRIDYGTGH |  | EAAFAAFLCC |
| LCKIGVLRVD |  | DQIAIVFKVF |  | NRYLEVMRKL |  | QKTYRMEPAG |  | SQGVWGLDDF |
| QFLPFIWGSS |  | QLIDHPYLEP |  | RHFVDEKAVN |  | ENHKDYMFLE |  | CILFITEMKT |
| GPFAEHSNQL |  | WNISAVPSWS |  | KVNQGLIRMY |  | KAECLEKFPV |  | IQHFKFGSLL |
| PIHPVTSG   |  |            |  |            |  |            |  |            |

A: Аланін

C: Цистеїн

D: Аспарагінова кислота

E: Глутамінова кислота

F: Фенілаланін

G: Гліцин

H: Гістидин

I: Ізолейцин

K: Лізин

L: Лейцин

M: Метіонін

N: Аспарагін

P: Пролін

Q: Глутамін

R: Аргінін

S: Серин

T: Треонін

V: Валін

W: Триптофан

Кодований геном білок за функціями належить до ізомераз, ротамаз. 
Задіяний у таких біологічних процесах, як ацетилювання, альтернативний сплайсинг. 
Білок має сайт для зв'язування з АТФ, нуклеотидами. 
Локалізований у цитоплазмі, ядрі.